# Галилей-VII
«Галилей-VII» (англ. The Galileo Seven) — шестнадцатый эпизод первого сезона американского научно-фантастического сериала «Звёздный путь». Впервые был показан на телеканале NBC 5 января 1967 года.

## Сюжет
В звёздную дату 2821.5 звездолёт Федерации «Энтерпрайз» под командованием капитана Джеймса Кирка направляется на планету Макус III с грузом на борту. В ближайшее время корабль должен доставить в колонию Новый Париж вакцину, чтобы подавить бушующую там эпидемию. Прямо по курсу «Мурасаки 312» — аморфная квазаровидная бесформенная структура, которую «Энтерпрайз» собирается исследовать. На борту также присутствует комиссар Феррис, который против проведения исследований, его долг — проследить, чтобы лекарства были доставлены в срок. Кирк успокаивает его, говоря, что в запасе есть два дня, а исследование подобных явлений есть не что иное, как одна из основных обязанностей «Энтерпрайза». Организуется научная группа, в состав которой вошли Спок, старший врач Леонард МакКой, главный инженер Монтгомери Скотт и ещё четыре члена экипажа. Группа на космическом челноке «Галилей», имеющем номер NCC-1701/7, отправляется внутрь квазаровидного образования.
Вскоре после входа в квазар, датчики и связь начинают работать с перебоями, а затем вовсе отказывают. Корпус челнока подвергается ионизации и сильному воздействию радиации, импульс не удаётся выключить и аппарат втягивает в центр «Мурасаки». На «Энтерпрайзе» получают лишь обрывки сообщения с челнока, приборы звездолёта тоже подверглись сильной ионизации и показывают невероятные показатели. Вскоре судно теряет челнок на своих радарах. «Галилей» совершает жёсткую посадку на планету Таурус II, находящуюся точно в центре квазара. Члены группы Латимер и Гаэтано отправляются на разведку местности и вскоре сталкиваются с огромными гуманоидами, вооружёнными примитивным оружием, сопоставимым с каменным веком. Одно из огромных копий пронзает Латимера и тот падает замертво. Напарник поражает существо фазером. Лейтенант Бома поражается тому, что смерть Латимера заботит Спока меньше, чем убитый член экипажа. Спок же отвечает, что нелогично сокрушаться над мёртвым, так как его уже не вернуть. После возвращения к челноку, команда понимает, что гуманоиды готовятся к массовой атаке на людей. Вопреки протестам, Спок приказывает не убивать инопланетян, а лишь напугать их.
В это время Кирку кажется более всего вероятным, что «Галилей» приземлился на Таурус II и он направляет туда звездолёт. Феррис недоволен этим и требует быстрее отправляться дальше, но Кирк не в состоянии бросить товарищей и убеждает комиссара подождать. С «Энтерпрайза» на поиски пропавших отправляются три десантные группы. Челнок «Коламбус» выходит на низкую орбиту для поиска непосредственно оттуда. Одна из десантных групп возвращается с сообщением о столкновении с агрессивными гигантскими созданиями.
После осмотра повреждений, Скотти приходит к выводу, что единственный оставшийся у них источник энергии — это фазеры. Чтобы поднять челнок на орбиту потребуется оружие всех членов группы. Между тем, экипаж обеспокоен перспективой остаться без единственного способа защиты. Также инженер сообщает, что челнок выдержит лишь вес пяти человек. Спок говорит, что сам выберет, кому остаться на планете. Время, данное Кирку для поисков истекает и он под давлением Фарреса возвращает на борт все поисковые группы. «Энтерпрайз» снимается с орбиты и начинает движение на нормальной скорости, хотя задние камеры с максимальным увеличением направлены на планету. «Галилею» с трудом удаётся взлететь, но перед этим погибает ещё один человек, так что Споку не приходится делать выбор. Поднявшись и став на орбиту, челноку всё равно не удаётся из-за сильной ионизации связаться с кораблём. У группы остаётся надежда, что их заметят на «Энтерпрайзе» прежде чем у челнока кончится топливо и он сгорит в атмосфере планеты.
Спок решается на отчаянный шаг, он выбрасывает оставшееся топливо за борт и поджигает. Члены его команды не могут понять, почему он так поступил, но вулканец убеждает их, что в его действиях была логика. В последний момент на «Энтерпрайзе» замечают огненный след и звездолёт немедленно поворачивает назад к планете. Экипаж «Галилея» удаётся вовремя телепортировать на борт, прежде чем челнок загорелся в атмосфере.
После того как всё закончилось, на капитанском мостике Кирк просит Спока признать, что он поджёг топливо в результате эмоционального всплеска. Спок же стоически отмечает, что, по его мнению, эта отчаянная мера была наиболее логичной. Кирк и остальной экипаж взрываются смехом.

## Ремастеринг
В 2006 году к сорокалетию сериала все эпизоды подверглись ремастерингу. Были улучшены звук и видео, а «Энтерпрайз» стал полностью компьютерной моделью. Обновлённая версия этого эпизода вышла на экраны 15 сентября 2007 года. Конкретно в этом эпизоде были также сделаны следующие изменения:
- «Мурасаки» был заново нарисован, компьютерная анимация сделала его больше похожим на чёрную дыру.
- «Галилей» и «Коламбус» были полностью заменены компьютерными моделями.
- Планета Таурус II была заменена на более реалистичную со скалистой поверхностью и большой облачностью.
- Компьютерная анимация позволила показать реалистичное сгорание челнока в атмосфере.
- Цвет следа, оставленного сожжённым топливом сменился с красного на зелёный.

## Оценка
Зак Хэндлен из The A.V. Club дал эпизоду оценку «B», отметив, что серия поднимает ряд интересных вопросов, над которыми можно задуматься. В целом же он описал этот эпизод как сфокусированный на сражениях.
В 2016 году The Hollywood Reporter поставил эпизод на 67-е место среди лучших телевизионных эпизодов всех телевизионных франшиз «Звёздный путь», включая живые выступления и мультсериалы, но не считая фильмы.

## Реставрация челнока
Полноразмерная модель челнока сменила несколько владельцев, а в 2012 году была продана на аукционе в аварийном состоянии. Новые хозяева в течение девяти месяцев реставрировали челнок и он приобрёл первоначальный вид. В 2013 году модель была пожертвована NASA. 31 июля 2013 года в музее Космического центра в Хьюстоне челнок выставлен на всеобщее обозрение.